# Orthotrichum laxifolium
Orthotrichum laxifolium là một loài Rêu trong họ Orthotrichaceae. Loài này được Wilson mô tả khoa học đầu tiên năm 1851.